# 最佳女主角 (香港電視節目)
《最佳女主角》（英語：Telling Maria 2）是香港電視廣播有限公司攝製的清談節目，共35集，由黎芷珊擔任主持。節目於2013年9月30日至11月15日逢週一至五22:30-23:00於翡翠台、高清翡翠台播放。承著上年推出的《最佳男主角》，無綫電視承勢推出《最佳女主角》，並為節目籌備了一年，本節目亦為配合無線電視46週年台慶推介資訊節目之一。

## 每集內容
| 集數 | 播映日期 | 嘉賓   | 曾獲獎項 |
| 1    | 9月30日  | 刘晓庆 | 中國電影金雞獎「最佳女主角」：1987年 大眾電影百花獎「最佳女主角」：1987年、1988年、1989年 |
| 2    | 10月1日  | 刘晓庆 | 中國電影金雞獎「最佳女主角」：1987年 大眾電影百花獎「最佳女主角」：1987年、1988年、1989年 |
| 3    | 10月2日  | 鄭秀文 | 香港電影金像獎「最佳女主角」：2023年 香港電影導演會年度大獎「最佳女主角」：2023年 香港電影評論學會大獎「最佳女演員」：2002年、2023年 香港《明報周刊》演藝動力大獎「最突出電影女演員」：2000年、2005年 百視達娛樂大獎「港台最受歡迎女演員」：2001年 UA二十週年電影票房頒獎典禮-1985-2005十大最高票房女星第四位（約四億元） 第八屆中國金唱片獎《流行類演員獎》：2011年 第3屆百度金像獎吧選民大賞《我最喜愛的電影女角色》：2013年 第3屆百度金像獎吧選民大賞《評審團年度推薦女演員》：2013年 亚洲电影大奖「卓越亚洲电影人奖」：2017年 中美電影節金天使獎「最佳女主角」：2020年 廣州大學生電影節「最受歡迎女演員」：2015年 |
| 4    | 10月3日  | 鄭秀文 | 香港電影金像獎「最佳女主角」：2023年 香港電影導演會年度大獎「最佳女主角」：2023年 香港電影評論學會大獎「最佳女演員」：2002年、2023年 香港《明報周刊》演藝動力大獎「最突出電影女演員」：2000年、2005年 百視達娛樂大獎「港台最受歡迎女演員」：2001年 UA二十週年電影票房頒獎典禮-1985-2005十大最高票房女星第四位（約四億元） 第八屆中國金唱片獎《流行類演員獎》：2011年 第3屆百度金像獎吧選民大賞《我最喜愛的電影女角色》：2013年 第3屆百度金像獎吧選民大賞《評審團年度推薦女演員》：2013年 亚洲电影大奖「卓越亚洲电影人奖」：2017年 中美電影節金天使獎「最佳女主角」：2020年 廣州大學生電影節「最受歡迎女演員」：2015年 |
| 5    | 10月4日  | 鄭秀文 | 香港電影金像獎「最佳女主角」：2023年 香港電影導演會年度大獎「最佳女主角」：2023年 香港電影評論學會大獎「最佳女演員」：2002年、2023年 香港《明報周刊》演藝動力大獎「最突出電影女演員」：2000年、2005年 百視達娛樂大獎「港台最受歡迎女演員」：2001年 UA二十週年電影票房頒獎典禮-1985-2005十大最高票房女星第四位（約四億元） 第八屆中國金唱片獎《流行類演員獎》：2011年 第3屆百度金像獎吧選民大賞《我最喜愛的電影女角色》：2013年 第3屆百度金像獎吧選民大賞《評審團年度推薦女演員》：2013年 亚洲电影大奖「卓越亚洲电影人奖」：2017年 中美電影節金天使獎「最佳女主角」：2020年 廣州大學生電影節「最受歡迎女演員」：2015年 |
| 6    | 10月7日  | 梁詠琪 | 全球華語傳媒大獎「票選最受歡迎女演員」：2002年 UA二十週年電影票房頒獎典禮-1985-2005十大最高票房女星第七位（約三億元） |
| 7    | 10月8日  | 梁詠琪 | 全球華語傳媒大獎「票選最受歡迎女演員」：2002年 UA二十週年電影票房頒獎典禮-1985-2005十大最高票房女星第七位（約三億元） |
| 8    | 10月9日  | 李心潔 | 金馬獎「最佳女主角」：2002年 香港電影金像獎「最佳女主角」：2003年 香港電影金紫荊獎「最佳女主角」：2003年 香港電影金紫荊獎「最受歡迎女主角獎」：2006年 華語電影傳媒大獎「港台最佳女演員」：2003年 華語電影傳媒大獎「最佳全能女演員」：2010年 金箏獎「最佳女主角」：2013年 |
| 9    | 10月10日 | 毛舜筠 | 香港《明報周刊》演藝動力大獎「最突出電影女演員」：2007年 香港电影工作者总会颁奖礼「2012年度电影杰出表现女演员」：2013年：2018年 香港電影金像獎「最佳女主角獎」：2018年 |
| 10   | 10月11日 | 毛舜筠 | 香港《明報周刊》演藝動力大獎「最突出電影女演員」：2007年 香港电影工作者总会颁奖礼「2012年度电影杰出表现女演员」：2013年：2018年 香港電影金像獎「最佳女主角獎」：2018年 |
| 11   | 10月14日 | 毛舜筠 | 香港《明報周刊》演藝動力大獎「最突出電影女演員」：2007年 香港电影工作者总会颁奖礼「2012年度电影杰出表现女演员」：2013年：2018年 香港電影金像獎「最佳女主角獎」：2018年 |
| 12   | 10月15日 | 葉玉卿 | （只曾獲提名女主角獎項：提名金馬獎「最佳女主角」：1993年 提名香港電影金像獎「最佳女主角」、提名金馬獎「最佳女主角」：1994年） |
| 13   | 10月16日 | 葉玉卿 | （只曾獲提名女主角獎項：提名金馬獎「最佳女主角」：1993年 提名香港電影金像獎「最佳女主角」、提名金馬獎「最佳女主角」：1994年） |
| 14   | 10月17日 | 袁詠儀 | 香港電影金像獎「最佳女主角」：1994年、1995年 中國珠海海峽兩岸暨香港電影節「最佳女主角」：1994年 香港國際電影節「最佳女主角」：1994年 |
| 15   | 10月18日 | 袁詠儀 | 香港電影金像獎「最佳女主角」：1994年、1995年 中國珠海海峽兩岸暨香港電影節「最佳女主角」：1994年 香港國際電影節「最佳女主角」：1994年 |
| 16   | 10月21日 | 袁詠儀 | 香港電影金像獎「最佳女主角」：1994年、1995年 中國珠海海峽兩岸暨香港電影節「最佳女主角」：1994年 香港國際電影節「最佳女主角」：1994年 |
| 17   | 10月22日 | 吴家丽 | 金馬獎「最佳女主角」：1993年 |
| 18   | 10月23日 | 吴家丽 | 金馬獎「最佳女主角」：1993年 |
| 19   | 10月24日 | 楊千嬅 | 演藝家年獎「我最喜愛女影星金獎」：2006年 南方盛典頒獎典禮「最佳女主角」：2007年 香港電影評論學會大獎「最佳女演員」：2010年 香港專業電影攝影師學會23週年晚宴「攝影師眼中最具魅力女演員」：2010年 樂視影視盛典「年度電影最佳女演員」：2012年 香港電影金像獎「最佳女主角」：2013年 香港薩蘭托國際電影節「傑出演員獎」：2015年 全民投選電影金影獎「2015年我最喜愛香港電影女主角」：2015年 北京大學生電影節「最受大學生歡迎女演員」：2016年 萬千星輝頒獎典禮「最受歡迎電視女角色」：2019年 |
| 20   | 10月25日 | 楊千嬅 | 演藝家年獎「我最喜愛女影星金獎」：2006年 南方盛典頒獎典禮「最佳女主角」：2007年 香港電影評論學會大獎「最佳女演員」：2010年 香港專業電影攝影師學會23週年晚宴「攝影師眼中最具魅力女演員」：2010年 樂視影視盛典「年度電影最佳女演員」：2012年 香港電影金像獎「最佳女主角」：2013年 香港薩蘭托國際電影節「傑出演員獎」：2015年 全民投選電影金影獎「2015年我最喜愛香港電影女主角」：2015年 北京大學生電影節「最受大學生歡迎女演員」：2016年 萬千星輝頒獎典禮「最受歡迎電視女角色」：2019年 |
| 21   | 10月28日 | 楊千嬅 | 演藝家年獎「我最喜愛女影星金獎」：2006年 南方盛典頒獎典禮「最佳女主角」：2007年 香港電影評論學會大獎「最佳女演員」：2010年 香港專業電影攝影師學會23週年晚宴「攝影師眼中最具魅力女演員」：2010年 樂視影視盛典「年度電影最佳女演員」：2012年 香港電影金像獎「最佳女主角」：2013年 香港薩蘭托國際電影節「傑出演員獎」：2015年 全民投選電影金影獎「2015年我最喜愛香港電影女主角」：2015年 北京大學生電影節「最受大學生歡迎女演員」：2016年 萬千星輝頒獎典禮「最受歡迎電視女角色」：2019年 |
| 22   | 10月29日 | 羅蘭   | 香港電影評論學會大獎「最佳女演員」：1999年 香港電影金像獎「最佳女主角」：2000年 |
| 23   | 10月30日 | 羅蘭   | 香港電影評論學會大獎「最佳女演員」：1999年 香港電影金像獎「最佳女主角」：2000年 |
| 24   | 10月31日 | 陳慧琳 | 日本《日經娛樂》雜誌「演技最佳女藝人」第五位：2004年 |
| 25   | 11月1日  | 陳慧琳 | 日本《日經娛樂》雜誌「演技最佳女藝人」第五位：2004年 |
| 26   | 11月4日  | 趙薇   | 中國電視金鷹獎「最佳女主角」：1999年 華語電影傳媒大獎「最受歡迎女演員金獎」：2004年 上海國際電影節「最佳女演員」：2005年 中國電影華表獎「優秀女演員」：2005年 中國長春電影節金鹿獎「最佳女主角」：2006年、2010年 大眾電影百花獎「最佳女主角」：2010年 北京文聯春燕獎「最佳女主角」：2010年 香港電影金像獎「最佳女主角」：2015年 |
| 27   | 11月5日  | 趙薇   | 中國電視金鷹獎「最佳女主角」：1999年 華語電影傳媒大獎「最受歡迎女演員金獎」：2004年 上海國際電影節「最佳女演員」：2005年 中國電影華表獎「優秀女演員」：2005年 中國長春電影節金鹿獎「最佳女主角」：2006年、2010年 大眾電影百花獎「最佳女主角」：2010年 北京文聯春燕獎「最佳女主角」：2010年 香港電影金像獎「最佳女主角」：2015年 |
| 28   | 11月6日  | 叶童   | 香港電影金像獎「最佳女主角」：1984年、1992年 |
| 29   | 11月7日  | 楊采妮 | 亞洲國際青少年電影節「傑出演員大獎」：2014年 |
| 30   | 11月8日  | 巩俐   | 大眾電影百花獎「最佳女主角」：1993年、2000年 威尼斯國際電影節「最佳女主角」：1992年 中國電影金雞獎「最佳女主角」：1993年、2000年 日本影評人大獎「最佳外語片女主角」：1992年 保加利亞瓦爾那國際電影節「最佳女演員」：1993年 蒙特利爾國際電影節「最佳女主角」：2000年 上海影評人協會「最佳女演員」：2000年 香港電影評論學會大獎「最佳女演員」：2006年 香港電影金像獎「最佳女主角」：2007年 香港電影金紫荊獎「最佳女主角」：2007年 |
| 31   | 11月11日 | 巩俐   | 大眾電影百花獎「最佳女主角」：1993年、2000年 威尼斯國際電影節「最佳女主角」：1992年 中國電影金雞獎「最佳女主角」：1993年、2000年 日本影評人大獎「最佳外語片女主角」：1992年 保加利亞瓦爾那國際電影節「最佳女演員」：1993年 蒙特利爾國際電影節「最佳女主角」：2000年 上海影評人協會「最佳女演員」：2000年 香港電影評論學會大獎「最佳女演員」：2006年 香港電影金像獎「最佳女主角」：2007年 香港電影金紫荊獎「最佳女主角」：2007年 |
| 32   | 11月12日 | 劉嘉玲 | 法國南特三大洲電影節「最佳女主角」：1991年 香港電影金紫荊獎「最佳女主角」：1998年 金雞百花電影節「最佳女主角」：2007年 香港電影金像獎「最佳女主角」：2011年 大阪亞洲電影節「最佳女主角」：2014年 |
| 33   | 11月13日 | 劉嘉玲 | 法國南特三大洲電影節「最佳女主角」：1991年 香港電影金紫荊獎「最佳女主角」：1998年 金雞百花電影節「最佳女主角」：2007年 香港電影金像獎「最佳女主角」：2011年 大阪亞洲電影節「最佳女主角」：2014年 |
| 34   | 11月14日 | 劉嘉玲 | 法國南特三大洲電影節「最佳女主角」：1991年 香港電影金紫荊獎「最佳女主角」：1998年 金雞百花電影節「最佳女主角」：2007年 香港電影金像獎「最佳女主角」：2011年 大阪亞洲電影節「最佳女主角」：2014年 |
| 35   | 11月15日 | 劉嘉玲 | 法國南特三大洲電影節「最佳女主角」：1991年 香港電影金紫荊獎「最佳女主角」：1998年 金雞百花電影節「最佳女主角」：2007年 香港電影金像獎「最佳女主角」：2011年 大阪亞洲電影節「最佳女主角」：2014年 |

## 收視
以下為本節目於香港無綫電視翡翠台、高清翡翠台之收視紀錄：
| 週次 | 集數  | 日期                     | 平均收視 | 最高收視 |
| ---- | ----- | ------------------------ | -------- | -------- |
| 1    | 1-5   | 2013年9月30日－10月4日   | 20點     | 22點     |
| 2    | 6-10  | 2013年10月7日－10月11日  | 19點     | 22點     |
| 3    | 11-15 | 2013年10月14日－10月18日 | 21點     | 24點     |
| 4    | 16-20 | 2013年10月21日－10月25日 | 23點     | 24點     |
| 5    | 21-25 | 2013年10月28日－11月1日  | 20點     |          |
| 5    | 26-30 | 2013年11月4日－11月8日   | 18點     |          |
| 6    | 31-35 | 2013年11月11日－11月15日 | 20點     |          |

## 記事
- 2013年9月26日：於西九龍圓方舉行首映會，播放15分鐘的精華片段。